# Richard Shaw (nogometaš)
 Richard Edward Shaw, angleški nogometaš in trener, * 11. september 1968, Brentford, Middlesex, Anglija, Združeno Kraljestvo.
Shaw je nogometno pot začel v klubu Crystal Palace kot mladinec. Kmalu je bil a nekaj časa posojen klubu Hull Cityju, nato pa se je vrnil v matični klub in postal eden ključnih igralcev prve postave. S klubom je leta 1990 igral tudi v finalu FA Pokala. 
Januarja 1995 je postal znan tudi po incidentu, v katerega je bil vključen na tekmi proti Manchester Unitedu. Shaw je takrat sprovociral unitedovega vezista Erica Cantonaja, da ga je le-ta brcnil in si stem prislužil rdeči karton. Sam dogodek ne bi bil nič posebnega, če ne bi Cantona na poti v slačilnico napadel navijača Crystal Palacea Matthewa Simmonsa . Dogodek je postal eden najbolj razvpitih v zgodovini angleškega nogometa. 
Zaradi incidenta se je Shaw odločil, da bo zapustil Crystal Palace kljub temu, da je bil v tej sezoni razglašen za najboljšega igralca kluba. Palace je takrat tudi izpadel iz Premier League, kar je bil še dodaten razlog za njegov odhod v Coventry City, kamor je odšel novembra 1995 za milijon britanskih funtov. Za Coventry je igral več kot 10 let, nastopil na več kot 350 tekmah in dosegel en gol. V sezoni 1998/1999 je bil imenovan za igralca leta Coventryja, v sezoni 2002/2003 pa je postal igralec leta po izboru nogometašev. V desetih letih je postal med navijači izjemno priljubljen, najbolj pa je zablestel aprila leta 2006 na tekmi proti Celticu, ki jo je Coventry dobil s 3:1,tik preden je konec sezone zapustil klub.
Naslednjo sezono je igral pri Millwallu in tudi tam postal igralec leta tega kluba. Oktobra 2007 je po tem, ko je klub odpustil trenerja Willieja Donachieja postal skrbnik kluba. Kasneje ga je na položaju trenerja zamenjal Kenny Jackett, ki pa Shawu ni več namenil veliko minut na igrišču, zaradi česar se je upokojil.